# Disepalum petelotii
Disepalum petelotii (Merr.) D.M.Johnson – gatunek rośliny z rodziny flaszowcowatych (Annonaceae Juss.). Występuje naturalnie w północnym Wietnamie oraz południowo-wschodnich  Chinach (w prowincjach Hajnan, Junnan i Kuejczou oraz w regionie autonomicznym Kuangsi). 

## Morfologia
PokrójZimozielone małe drzewo lub krzew dorastające do 2–7 m wysokości. Kora ma ciemnoszarą barwę. Młode pędy są owłosione.
LiścieMają kształt od podłużnego do podłużnie lancetowatego lub eliptycznego. Mierzą 8–20 cm długości oraz 2–4,5 cm szerokości. Nasada liścia jest klinowa lub zbiega po ogonku. Blaszka liściowa jest o spiczastym wierzchołku. Ogonek liściowy jest owłosiony i dorasta do 5–7 mm długości.
KwiatySą pojedyncze, rozwijają się na szczytach pędów lub naprzeciwlegle do liści. Mierzą 3 cm średnicy. Działki kielicha mają owalnie trójkątny lub prawie sercowaty kształt, owłosione od zewnętrznej strony i dorastają do 10–12 mm długości. Płatki mają kształt od podłużnego do lancetowatego i barwę od żółtej do zielonkawej z fioletowymi przebarwieniami u podstawy, osiągają do 20–25 mm długości i 6–12 mm szerokości. Kwiaty mają 18–35 owocolistków.
OwocePojedyncze mają kształt od elipsoidalnego do podłużnie elipsoidalnego, zebrane w owoc zbiorowy o kulistym lub elipsoidalnym kształcie. Są nagie, osadzone na szypułkach. Osiągają 12–15 mm długości i 8–10 mm szerokości. Mają ciemnozielono-purpurową barwę.

## Biologia i ekologia
Rośnie w lasach. Występuje na wysokości do 2000 m n.p.m. Kwitnie od marca do listopada, natomiast owoce dojrzewają od lipca do grudnia.